# Schlatt-Haslen
Schlatt-Haslen este un oraș în Elveția.